# Постеварі
Постеварі (рум. Postăvari) — село у повіті Келераш в Румунії. Входить до складу комуни Фрумушань.
Село розташоване на відстані 18 км на південний схід від Бухареста, 85 км на захід від Келераші.

## Населення
За даними перепису населення 2002 року у селі проживали 596 осіб. Усі жителі села рідною мовою назвали румунську.
Національний склад населення села:
| Національність | Кількість осіб | Відсоток |
| -------------- | -------------- | -------- |
| румуни         | 589            | 98,8%    |
| цигани         | 5              | 0,8%     |